# Det moderna genombrottet
Det moderna genombrottet är en litteraturhistorisk term som betecknar perioden ca 1870–1905. Termen myntades av den danske litteraturkritikern Georg Brandes i en essäsamling 1883. Det som låg bakom det moderna genombrottet i litteraturen var stora förändringar i samhället: kommunikationerna byggdes snabbt ut (järnväg, telegraf och telefon), och folkrörelserna, industrialiseringen och urbaniseringen ledde till snabba och djupgående förändringar i samhället. Tidens litteratur var i första hand realistisk och inriktad på samhällsdebatt. 

## Början
1869 publicerade Henrik Ibsen sitt samtidsdrama De unges forbund. 1871 påbörjade Georg Brandes sin föreläsningsserie Hovedstrømninger i det 19:de Aarhundredes Litteratur. 1875 gav Bjørnstjerne Bjørnson ut sitt samtidsdrama En fallit (sv. Ett handelshus) och 1879 utkom August Strindbergs  roman Röda rummet.

## Det moderna projektet
De olika författarna förde fram ett program som kan sammanfattas som det moderna projektet, som innebar att man ville bygga ett nytt samhälle baserat på rättvisa, tanke- och åsiktsfrihet och jämlikhet mellan män och kvinnor.

## Kvinnor och ekonomi
1870 blev det möjligt för kvinnor i Sverige att avlägga studentexamen och att utbilda sig till läkare. En viktig och omstridd fråga var gift kvinnas äganderätt – äkta män hade nämligen rätt att fritt disponera sin hustrus tillgångar. Denna fråga behandlas i Anne Charlotte Lefflers skådespel Sanna kvinnor (1883) och berörs många gånger av August Strindberg (som var negativt inställd), bland annat i Giftas II och i skådespelet Kamraterna (1888). En annan mycket stor fråga för många nordiska kvinnor under tidsperioden var helt enkelt hur de skulle försörja sig. Tidigare hade många kvinnor i borgerliga kretsar kunnat leva på sina släktingar, nu tvingades de ut på arbetsmarknaden samtidigt som det fortfarande inte var acceptabelt för dem att åta sig någon tyngre form av arbete. En svensk roman som behandlar kvinnors ekonomiska situation är Victoria Benedictssons Pengar från 1885. 

## Sedlighetsdebatten
Den engelske läkaren George Drysdales bok The Elements of Social Science utkom på svenska 1878 (Samhällslärans grunddrag eller Fysisk, sexuel och naturlig religion) och på danska 1879. Drysdale menade att det var nödvändigt med barnbegränsning, men att sexuell avhållsamhet var skadlig både för män och kvinnor, och dessa resonemang kom att påverka debatten i de nordiska länderna. Prostitutionen var utbredd i alla de nordiska länderna, och var offentligt reglerad, men syfilisen var utbredd. Två norska romaner som behandlade prostitutionens problem var Hans Jægers Fra Kristiania-Bohêmen (1885) och Christian Krohgs Albertine från 1886, som båda konfiskerades och ledde till rättegång. Flera författare behandlade kvinnans rätt till sexuell lycka i äktenskapet, till exempel dansken Jens Peter Jacobsen i Fru Marie Grubbe (1876) och norskan Amalie Skram i Constance Ring (1885). Två viktiga uppgörelser med äktenskapet i pjäsform var Henrik Ibsens Ett dockhem (1879) och Bjørnstjerne Bjørnsons En handske, som gav upphov till begreppet "handskemoral" – kvinnan i pjäsen anser att om kvinnan bör vara avhållsam före äktenskapet, så bör mannen också vara det. August Strindbergs novellsamling Giftas var i hög grad tänkt som ett svar på Ett dockhem.

## Viktiga författare
- Danmark:
  - Herman Bang
  - Georg Brandes
  - Edvard Brandes
  - Holger Drachmann
  - Carl Ewald
  - Karl Gjellerup
  - J.P. Jacobsen
  - Henrik Pontoppidan
  - Adda Ravnkilde
  - Sophus Schandorph
  - Johan Skjoldborg
  - Martin Andersen Nexø
- Finland
  - Juhani Aho
  - Minna Canth
  - Alexandra Gripenberg
  - Maria Jotuni
  - Ina Lange
  - Gerda von Mickwitz
  - Karl August Tavaststjerna
- Norge:
  - Bjørnstjerne Bjørnson
  - Camilla Collett
  - Arne Garborg
  - Henrik Ibsen
  - Hans Jæger
  - Alexander Kielland
  - Jonas Lie
  - Amalie Skram
- Sverige:
  - Alfhild Agrell
  - Victoria Benedictsson
  - Anne Charlotte Leffler
  - Mathilda Malling (Stella Kleve)
  - August Strindberg